# Eredivisie 2019/20 (mannenvoetbal)/Transfers zomer
Dit is een lijst van transfers uit de Nederlandse Eredivisie in de zomer van het jaar 2019, als voorbereiding op het seizoen 2019/20. Hierin staan alleen transfers die clubs uit de Eredivisie hebben voltooid.
De transferperiode duurde van 1 juli 2019 tot 1 september 2019. Deals mogen op elk moment van het jaar gesloten worden, maar de transfers zelf mogen pas in de transferperiodes plaatsvinden. Transfervrije spelers (spelers zonder club) mogen op elk moment van het jaar gecontracteerd worden.
| Speler                      | Nationaliteit                      | Oude club                            | Nieuwe club                   | Extra           |
| --------------------------- | ---------------------------------- | ------------------------------------ | ----------------------------- | --------------- |
| Sam Aarts                   | Nederland                          | AZ                                   | Telstar                       | Transfervrij    |
| Issah Abass                 | Ghana                              | 1. FSV Mainz 05                      | FC Utrecht                    | Verhuurd        |
| Abdallah Aberkane           | Nederland / Marokko                | AFC Ajax                             | Sparta Rotterdam              | Transfervrij    |
| Giorgi Aboerdzjania         | Georgië                            | Sevilla FC                           | FC Twente                     | Verhuurd        |
| Zakaria Aboukhlal           | Nederland / Marokko                | PSV                                  | AZ                            | € 2.000.000     |
| Anass Achahbar              | Nederland / Marokko                | N.E.C.                               | PEC Zwolle                    | Was gehuurd     |
| Anass Achahbar              | Nederland / Marokko                | PEC Zwolle                           | Zonder club                   | Transfervrij    |
| Hicham Acheffay             | Nederland / Marokko                | FC Utrecht                           | Vitesse                       | Transfervrij    |
| Ibrahim Afellay             | Nederland / Marokko                | Zonder club                          | PSV                           | Transfervrij    |
| Atakan Akkaynak             | Duitsland / Turkije                | Willem II                            | Çaykur Rizespor               | Verhuurd        |
| Mukhtar Ali                 | Saoedi-Arabië / Engeland           | Vitesse                              | Al-Nassr                      | Onbekend bedrag |
| Edson Álvarez               | Mexico                             | Club América                         | AFC Ajax                      | € 15.000.000    |
| Nelson Amadin               | Nederland                          | Feyenoord                            | FC Dordrecht                  | Transfervrij    |
| Chovanie Amatkarijo         | Nederland                          | ADO Den Haag                         | TOP Oss                       | Transfervrij    |
| Pelle van Amersfoort        | Nederland                          | sc Heerenveen                        | Cracovia Kraków               | Transfervrij    |
| Grégoire Amiot              | Frankrijk                          | Football Bourg-en-Bresse Péronnas 01 | Fortuna Sittard               | Transfervrij    |
| Angeliño                    | Spanje                             | PSV                                  | Manchester City FC            | € 12.000.000    |
| Martin Angha                | Zwitserland / Congo-Kinshasa       | FC Sion                              | Fortuna Sittard               | Onbekend bedrag |
| Vurnon Anita                | Nederland / Curaçao                | Willem II                            | Leeds United AFC              | Was gehuurd     |
| Hennos Asmelash             | Nederland / Eritrea                | TOP Oss                              | ADO Den Haag                  | Was gehuurd     |
| Hennos Asmelash             | Nederland / Eritrea                | ADO Den Haag                         | TOP Oss                       | Verhuurd        |
| Joel Asoro                  | Zweden / Ghana                     | Swansea City AFC                     | FC Groningen                  | Verhuurd        |
| Oussama Assaidi             | Marokko / Nederland                | FC Twente                            | Zonder club                   | Transfervrij    |
| Navajo Bakboord             | Nederland / Suriname               | AFC Ajax                             | Heracles Almelo               | Onbekend bedrag |
| Mitchel Bakker              | Nederland                          | AFC Ajax                             | Paris Saint-Germain           | Transfervrij    |
| Andrija Balić               | Kroatië                            | Fortuna Sittard                      | Udinese                       | Was gehuurd     |
| Alexander Bannink           | Nederland                          | FC Emmen                             | Go Ahead Eagles               | Transfervrij    |
| Ulrich Bapoh                | Duitsland / Kameroen               | FC Twente                            | VfL Bochum                    | Was gehuurd     |
| Timo Baumgartl              | Duitsland                          | VfB Stuttgart                        | PSV                           | € 10.000.000    |
| Riechedly Bazoer            | Nederland / Curaçao                | FC Utrecht                           | VfL Wolfsburg                 | Was gehuurd     |
| Riechedly Bazoer            | Nederland / Curaçao                | VfL Wolfsburg                        | Vitesse                       | € 1.500.000     |
| Sheraldo Becker             | Nederland / Suriname               | ADO Den Haag                         | 1. FC Union Berlin            | Transfervrij    |
| Kevin Begois                | België                             | FC Groningen                         | Einde carrière                | Gestopt         |
| Aziz Behich                 | Australië / Turkije                | PSV                                  | Istanbul Başakşehir           | € 1.000.000     |
| Jan Bekkema                 | Nederland                          | sc Heerenveen                        | SV Straelen                   | Transfervrij    |
| Iliass Bel Hassani          | Nederland / Marokko                | FC Groningen                         | AZ                            | Was gehuurd     |
| Iliass Bel Hassani          | Nederland / Marokko                | AZ                                   | PEC Zwolle                    | Onbekend bedrag |
| Hilal Ben Moussa            | Nederland / Marokko                | FC Emmen                             | ACS Sepsi OSK Sfântu Gheorghe | Transfervrij    |
| Samir Ben Sallam            | Nederland / Marokko                | FC Utrecht                           | FC Volendam                   | Onbekend bedrag |
| Charlison Benschop          | Curaçao / Nederland                | FC Ingolstadt 04                     | FC Groningen                  | Transfervrij    |
| Martijn Berden              | Nederland                          | Vitesse                              | Go Ahead Eagles               | Transfervrij    |
| Sepp van den Berg           | Nederland                          | PEC Zwolle                           | Liverpool FC                  | € 1.900.000     |
| Tim van de Berg             | Nederland                          | Heracles Almelo                      | D.H.S.C.                      | Transfervrij    |
| Emil Berggreen              | Denemarken / Kroatië               | 1. FSV Mainz 05                      | FC Twente                     | Transfervrij    |
| Roland Bergkamp             | Nederland                          | RKC Waalwijk                         | VV Katwijk                    | Transfervrij    |
| Emil Bergström              | Zweden                             | FC Utrecht                           | FC Basel                      | Verhuurd        |
| Jan-Niklas Beste            | Duitsland                          | Werder Bremen                        | FC Emmen                      | Verhuurd        |
| Teun Bijleveld              | Nederland                          | AFC Ajax                             | Heracles Almelo               | Transfervrij    |
| Emil Bijlsma                | Nederland                          | FC Emmen                             | VV Hoogeveen                  | Transfervrij    |
| Aleksandar Bjelica          | Servië / Nederland                 | Korona Kielce                        | ADO Den Haag                  | Verhuurd        |
| Jamal Blackman              | Engeland / Jamaica                 | Chelsea FC                           | Vitesse                       | Verhuurd        |
| Diederik Boer               | Nederland                          | PEC Zwolle                           | Einde carrière                | Gestopt         |
| Jan de Boer                 | Nederland                          | sc Heerenveen                        | FC Groningen                  | Transfervrij    |
| Tom Boere                   | Nederland                          | FC Twente                            | KFC Uerdingen 05              | Transfervrij    |
| Axel Borgmann               | Duitsland                          | VVV-Venlo                            | Energie Cottbus               | Transfervrij    |
| Olivier Boscagli            | Frankrijk                          | OGC Nice                             | PSV                           | € 2.000.000     |
| Sven Botman                 | Nederland                          | AFC Ajax                             | sc Heerenveen                 | Verhuurd        |
| Daniel Bouman               | Nederland / Australië              | FC Groningen                         | SC Cambuur                    | Transfervrij    |
| Jason Bourdouxhe            | België                             | FC Emmen                             | TOP Oss                       | Transfervrij    |
| Othman Boussaid             | België / Marokko                   | FC Utrecht                           | NAC Breda                     | Verhuurd        |
| Ouasim Bouy                 | Marokko / Nederland                | PEC Zwolle                           | Leeds United AFC              | Was gehuurd     |
| Dean Bouzanis               | Australië / Griekenland            | PEC Zwolle                           | Melbourne City FC             | Was gehuurd     |
| Sven Braken                 | Nederland                          | FC Emmen                             | N.E.C.                        | Was gehuurd     |
| Mattijs Branderhorst        | Nederland                          | N.E.C.                               | Willem II                     | Was gehuurd     |
| Mattijs Branderhorst        | Nederland                          | Willem II                            | N.E.C.                        | Transfervrij    |
| Gregor Breinburg            | Australië / Nederland              | Sparta Rotterdam                     | De Graafschap                 | Transfervrij    |
| Bo Breukers                 | Nederland                          | FC Dordrecht                         | Fortuna Sittard               | Was gehuurd     |
| Jordy Bruijn                | Nederland                          | N.E.C.                               | sc Heerenveen                 | Was gehuurd     |
| Bruma                       | Portugal / Guinee-Bissau           | RB Leipzig                           | PSV                           | € 15.000.000    |
| Thomas Bruns                | Nederland                          | FC Groningen                         | Vitesse                       | Was gehuurd     |
| Thomas Bruns                | Nederland                          | Vitesse                              | PEC Zwolle                    | Verhuurd        |
| Lorenzo Burnet              | Nederland / Suriname               | Excelsior                            | FC Emmen                      | Transfervrij    |
| Oriol Busquets              | Spanje                             | FC Barcelona                         | FC Twente                     | Verhuurd        |
| Alexander Büttner           | Nederland                          | Vitesse                              | Zonder club                   | Transfervrij    |
| Àlex Carbonell              | Spanje                             | Valencia CF                          | Fortuna Sittard               | Verhuurd        |
| Eduardo Carvalho            | Portugal                           | Vitesse                              | Chelsea FC                    | Was gehuurd     |
| Mateo Cassierra             | Colombia                           | Racing Club de Avellaneda            | AFC Ajax                      | Was gehuurd     |
| Mateo Cassierra             | Colombia                           | AFC Ajax                             | Belenenses SAD                | € 2.500.000     |
| Lee Cattermole              | Engeland                           | Sunderland AFC                       | VVV-Venlo                     | Transfervrij    |
| Caner Cavlan                | Nederland / Turkije                | FC Emmen                             | FK Austria Wien               | Transfervrij    |
| Václav Černý                | Tsjechië                           | AFC Ajax                             | FC Utrecht                    | € 750.000       |
| Julian Chabot               | Duitsland / Frankrijk              | FC Groningen                         | UC Sampdoria                  | € 3.700.000     |
| Paweł Cibicki               | Zweden / Polen                     | Leeds United AFC                     | ADO Den Haag                  | Verhuurd        |
| Jeremy Cijntje              | Curaçao / Nederland                | FC Dordrecht                         | Heracles Almelo               | Onbekend bedrag |
| Alessandro Ciranni          | België / Italië                    | Fortuna Sittard                      | Royal Excel Moeskroen         | Onbekend bedrag |
| Jake Clarke-Salter          | Engeland                           | Vitesse                              | Chelsea FC                    | Was gehuurd     |
| Jordy Clasie                | Nederland                          | Feyenoord                            | Southampton FC                | Was gehuurd     |
| Jordy Clasie                | Nederland                          | Southampton FC                       | AZ                            | Transfervrij    |
| Félix Correia               | Portugal                           | Manchester City FC                   | AZ                            | Verhuurd        |
| George Cox                  | Engeland                           | Brighton & Hove Albion FC            | Fortuna Sittard               | Verhuurd        |
| Jordy Croux                 | België                             | MVV Maastricht                       | Willem II                     | Was gehuurd     |
| Jordy Croux                 | België                             | Willem II                            | Roda JC Kerkrade              | Transfervrij    |
| Daniel Crowley              | Engeland / Ierland                 | Willem II                            | Birmingham City FC            | € 780.000       |
| Fankaty Dabo                | Engeland / Sierra Leone            | Sparta Rotterdam                     | Chelsea FC                    | Was gehuurd     |
| Adrián Dalmau               | Spanje                             | Heracles Almelo                      | FC Utrecht                    | € 700.000       |
| Vitalie Damașcan            | Moldavië / Roemenië                | Torino FC                            | Fortuna Sittard               | Verhuurd        |
| Lennerd Daneels             | België                             | PSV                                  | RKC Waalwijk                  | Transfervrij    |
| Mohammed Dauda              | Ghana                              | Vitesse                              | RSC Anderlecht                | Was gehuurd     |
| Trevor David                | Nederland                          | ADO Den Haag                         | Zonder club                   | Transfervrij    |
| Rob Deiman                  | Nederland                          | FC Emmen                             | SV Meppen                     | Transfervrij    |
| Hannes Delcroix             | België / Haïti                     | RSC Anderlecht                       | RKC Waalwijk                  | Verhuurd        |
| Joris Delle                 | Frankrijk                          | Feyenoord                            | Orlando Pirates FC            | Transfervrij    |
| Cyriel Dessers              | België / Nigeria                   | FC Utrecht                           | Heracles Almelo               | Onbekend bedrag |
| Nouha Dicko                 | Mali / Frankrijk                   | Hull City AFC                        | Vitesse                       | Verhuurd        |
| Ritsu Doan                  | Japan                              | FC Groningen                         | PSV                           | € 7.500.000     |
| Đoàn Văn Hậu                | Vietnam                            | Hanoi FC                             | sc Heerenveen                 | Verhuurd        |
| Kasper Dolberg              | Denemarken                         | AFC Ajax                             | OGC Nice                      | € 20.500.000    |
| Jacky Donkor                | België / Ghana                     | KSC Lokeren Oost-Vlaanderen          | Fortuna Sittard               | Transfervrij    |
| Sven van Doorm              | Nederland                          | Telstar                              | Vitesse                       | Transfervrij    |
| Sven van Doorm              | Nederland                          | Vitesse                              | Telstar                       | Was gehuurd     |
| Royston Drenthe             | Nederland / Suriname               | Sparta Rotterdam                     | Kozakken Boys                 | Transfervrij    |
| Anders Dreyer               | Denemarken                         | Brighton & Hove Albion FC            | sc Heerenveen                 | Verhuurd        |
| Wout Droste                 | Nederland                          | Heracles Almelo                      | Go Ahead Eagles               | Transfervrij    |
| Ferdy Druijf                | Nederland                          | N.E.C.                               | AZ                            | Was gehuurd     |
| Laros Duarte                | Nederland / Kaapverdië             | Sparta Rotterdam                     | PSV                           | Was gehuurd     |
| Laros Duarte                | Nederland / Kaapverdië             | PSV                                  | Sparta Rotterdam              | Onbekend bedrag |
| Lerin Duarte                | Nederland / Kaapverdië             | Heracles Almelo                      | Aris FC                       | Transfervrij    |
| Jelle Duin                  | Nederland                          | AZ                                   | FC Volendam                   | Verhuurd        |
| Marco van Duin              | Nederland                          | N.E.C.                               | FC Groningen                  | Transfervrij    |
| Dario Đumić                 | Bosnië en Herzegovina / Denemarken | Dynamo Dresden                       | FC Utrecht                    | Was gehuurd     |
| Dario Đumić                 | Bosnië en Herzegovina / Denemarken | FC Utrecht                           | SV Darmstadt 98               | Verhuurd        |
| Édouard Duplan              | Frankrijk                          | Sparta Rotterdam                     | RKVV Westlandia               | Transfervrij    |
| Kyle Ebecilio               | Nederland / Suriname               | ADO Den Haag                         | Excelsior                     | Transfervrij    |
| Kingsley Ehizibue           | Nederland / Nigeria                | PEC Zwolle                           | 1. FC Köln                    | € 2.000.000     |
| Chidera Ejuke               | Nigeria                            | Vålerenga IF                         | sc Heerenveen                 | € 2.000.000     |
| Zakaria El Azzouzi          | Nederland / Marokko                | FC Emmen                             | FC Volendam                   | Transfervrij    |
| Stanley Elbers              | Nederland / Suriname               | PEC Zwolle                           | RKC Waalwijk                  | Verhuurd        |
| Mohamed El Hankouri         | Marokko / Nederland                | FC Groningen                         | Feyenoord                     | Was gehuurd     |
| Mohamed El Hankouri         | Marokko / Nederland                | Feyenoord                            | FC Groningen                  | Transfervrij    |
| Abdenasser El Khayati       | Nederland / Marokko                | ADO Den Haag                         | Qatar SC                      | € 1.700.000     |
| Ahmed El Messaoudi          | Marokko / België                   | Fortuna Sittard                      | KV Mechelen                   | Was gehuurd     |
| Ahmed El Messaoudi          | Marokko / België                   | KV Mechelen                          | FC Groningen                  | Onbekend bedrag |
| Redouan El Yaakoubi         | Nederland / Marokko                | FC Utrecht                           | Telstar                       | Transfervrij    |
| Zeki Erkılınç               | Turkije / Nederland                | Heracles Almelo                      | FC Dordrecht                  | Transfervrij    |
| Milan van Ewijk             | Nederland                          | Excelsior Maassluis                  | ADO Den Haag                  | Transfervrij    |
| Hicham Faik                 | Nederland / Marokko                | SV Zulte Waregem                     | sc Heerenveen                 | Onbekend bedrag |
| Juan Familia-Castillo       | Nederland / Dominicaanse Republiek | Chelsea FC                           | AFC Ajax                      | Verhuurd        |
| Leroy Fer                   | Nederland / Curaçao                | Swansea City AFC                     | Feyenoord                     | Transfervrij    |
| Leandro Fernandes           | Nederland / Angola                 | Juventus FC                          | Fortuna Sittard               | Verhuurd        |
| Zian Flemming               | Nederland                          | PEC Zwolle                           | N.E.C.                        | Verhuurd        |
| Tim Freriks                 | Nederland                          | FC Utrecht                           | OFC                           | Transfervrij    |
| Marlon Frey                 | Duitsland                          | PSV                                  | SV Sandhausen                 | Transfervrij    |
| Fred Friday                 | Nigeria                            | FC Twente                            | AZ                            | Was gehuurd     |
| Nicolas Gavory              | Frankrijk                          | FC Utrecht                           | Standard Luik                 | € 3.100.000     |
| Denis Genreau               | Australië / Frankrijk              | PEC Zwolle                           | Melbourne City FC             | Was gehuurd     |
| Dylan George                | Nederland                          | Helmond Sport                        | FC Twente                     | Was gehuurd     |
| Dylan George                | Nederland                          | FC Twente                            | Zonder club                   | Transfervrij    |
| Reza Ghoochannejhad         | Iran / Nederland                   | APOEL Nicosia                        | PEC Zwolle                    | Transfervrij    |
| Paul Gladon                 | Nederland                          | FC Groningen                         | Willem II                     | Transfervrij    |
| Chris Gloster               | Verenigde Staten                   | Hannover 96                          | PSV                           | € 300.000       |
| Claudio Gomes               | Frankrijk / Guinee-Bissau          | Manchester City FC                   | PSV                           | Verhuurd        |
| Cristian González           | Uruguay / Italië                   | FC Twente                            | Sevilla FC                    | Was gehuurd     |
| Thijmen Goppel              | Nederland                          | ADO Den Haag                         | MVV Maastricht                | Verhuurd        |
| Ferhat Görgülü              | Turkije / Nederland                | Giresunspor                          | FC Emmen                      | Transfervrij    |
| Lukas Görtler               | Duitsland                          | FC Utrecht                           | FC St. Gallen                 | € 450.000       |
| Noël de Graauw              | Nederland                          | RKC Waalwijk                         | Zonder club                   | Transfervrij    |
| Mike Grim                   | Nederland                          | V.V. IJsselmeervogels                | RKC Waalwijk                  | Transfervrij    |
| Stef Gronsveld              | Nederland                          | FC Emmen                             | FC Dordrecht                  | Transfervrij    |
| Delano Grootenhuis          | Nederland                          | FC Emmen                             | Zonder club                   | Transfervrij    |
| Indy Groothuizen            | Nederland                          | ADO Den Haag                         | Vejle BK                      | Onbekend bedrag |
| Jay-Roy Grot                | Nederland / Suriname               | VVV-Venlo                            | Leeds United AFC              | Was gehuurd     |
| Jay-Roy Grot                | Nederland / Suriname               | Leeds United AFC                     | Vitesse                       | Verhuurd        |
| Teun van Grunsven           | Nederland                          | SV OSS '20                           | RKC Waalwijk                  | Transfervrij    |
| Gabriel Gudmundsson         | Zweden                             | Halmstads BK                         | FC Groningen                  | Onbekend bedrag |
| Justin de Haas              | Nederland                          | AZ                                   | PSV                           | Transfervrij    |
| Tomáš Hájek                 | Tsjechië                           | Viktoria Pilsen                      | Vitesse                       | € 400.000       |
| Alen Halilović              | Kroatië                            | AC Milan                             | sc Heerenveen                 | Verhuurd        |
| Mohamed Hamdaoui            | Nederland / Marokko                | FC Twente                            | De Graafschap                 | Was gehuurd     |
| Matthias Hamrol             | Duitsland / Polen                  | Korona Kielce                        | FC Emmen                      | Transfervrij    |
| Tim Handwerker              | Duitsland                          | FC Groningen                         | 1. FC Köln                    | Was gehuurd     |
| Emil Hansson                | Zweden / Noorwegen                 | RKC Waalwijk                         | Feyenoord                     | Was gehuurd     |
| Emil Hansson                | Zweden / Noorwegen                 | Feyenoord                            | Hannover 96                   | € 400.000       |
| Cian Harries                | Wales                              | Swansea City AFC                     | Fortuna Sittard               | Verhuurd        |
| Mickey van der Hart         | Nederland                          | PEC Zwolle                           | Lech Poznań                   | Transfervrij    |
| Ariel Harush                | Israël / Spanje                    | Hapoel Beër Sjeva                    | Sparta Rotterdam              | Transfervrij    |
| Jaell Hattu                 | Nederland / Indonesië              | PSV                                  | N.E.C.                        | Transfervrij    |
| Mike Hauptmeijer            | Nederland                          | Achilles '29                         | PEC Zwolle                    | Was gehuurd     |
| Kai Heerings                | Nederland                          | Fortuna Sittard                      | Zonder club                   | Transfervrij    |
| Jeremy Helmer               | Nederland                          | AZ                                   | De Graafschap                 | Verhuurd        |
| Nick Hengelman              | Nederland                          | FC Twente                            | Ajax Cape Town                | Transfervrij    |
| Jelle van der Heyden        | Nederland                          | FC Twente                            | Vendsyssel FF                 | Transfervrij    |
| Michaël Heylen              | België                             | SV Zulte Waregem                     | FC Emmen                      | Transfervrij    |
| Tom Hiariej                 | Nederland                          | Central Coast Mariners               | FC Emmen                      | Transfervrij    |
| Bart van Hintum             | Nederland                          | Heracles Almelo                      | FC Groningen                  | Transfervrij    |
| Mees Hoedemakers            | Nederland                          | AZ                                   | SC Cambuur                    | Verhuurd        |
| Sebastian Holmén            | Zweden                             | Dinamo Moskou                        | Willem II                     | Transfervrij    |
| Justin Hoogma               | Nederland                          | TSG 1899 Hoffenheim                  | FC Utrecht                    | Verhuurd        |
| Jizz Hornkamp               | Nederland                          | sc Heerenveen                        | FC Den Bosch                  | Onbekend bedrag |
| Ramón ten Hove              | Nederland                          | Feyenoord                            | FC Dordrecht                  | Verhuurd        |
| Lars Hutten                 | Nederland                          | Fortuna Sittard                      | TOP Oss                       | Transfervrij    |
| Edgar Miguel Ié             | Portugal / Guinee-Bissau           | Trabzonspor                          | Feyenoord                     | Verhuurd        |
| Alexander Isak              | Zweden / Eritrea                   | Willem II                            | Borussia Dortmund             | Was gehuurd     |
| Erik Israelsson             | Zweden                             | Vålerenga IF                         | PEC Zwolle                    | Was gehuurd     |
| Erik Israelsson             | Zweden                             | PEC Zwolle                           | Vålerenga IF                  | Transfervrij    |
| Jamie Jacobs                | Nederland                          | AZ                                   | SC Cambuur                    | Onbekend bedrag |
| Denzel James                | Nederland                          | vv Noordwijk                         | Sparta Rotterdam              | Transfervrij    |
| Denzel James                | Nederland                          | Sparta Rotterdam                     | vv Noordwijk                  | Transfervrij    |
| Bjørn Johnsen               | Noorwegen / Verenigde Staten       | AZ                                   | Rosenborg BK                  | Verhuurd        |
| Dennis Johnsen              | Noorwegen                          | sc Heerenveen                        | AFC Ajax                      | Was gehuurd     |
| Dennis Johnsen              | Noorwegen                          | AFC Ajax                             | PEC Zwolle                    | Verhuurd        |
| George Johnston             | Schotland                          | Liverpool FC                         | Feyenoord                     | € 300.000       |
| Frenkie de Jong             | Nederland                          | AFC Ajax                             | FC Barcelona                  | € 75.000.000    |
| Luuk de Jong                | Nederland                          | PSV                                  | Sevilla FC                    | € 12.500.000    |
| Siem de Jong                | Nederland                          | Sydney FC                            | AFC Ajax                      | Was gehuurd     |
| Patrick Joosten             | Nederland                          | VVV-Venlo                            | FC Utrecht                    | Was gehuurd     |
| Hidde Jurjus                | Nederland                          | De Graafschap                        | PSV                           | Was gehuurd     |
| Hidde Jurjus                | Nederland                          | PSV                                  | De Graafschap                 | Verhuurd        |
| Mees Kaandorp               | Nederland                          | AZ                                   | Almere City FC                | Transfervrij    |
| Kellian van der Kaap        | Nederland / Kameroen               | FC Groningen                         | SC Cambuur                    | Transfervrij    |
| Elton Kabangu               | België / Congo-Kinshasa            | KAA Gent                             | Willem II                     | Onbekend bedrag |
| Khalid Karami               | Nederland / Marokko                | NAC Breda                            | Vitesse                       | Was gehuurd     |
| Khalid Karami               | Nederland / Marokko                | Vitesse                              | Sparta Rotterdam              | Verhuurd        |
| Vjatsjeslav Karavajev       | Rusland                            | Vitesse                              | FK Zenit Sint-Petersburg      | € 8.000.000     |
| Rasmus Karjalainen          | Finland                            | KuPS Kuopio                          | Fortuna Sittard               | Onbekend bedrag |
| Rick Karsdorp               | Nederland                          | AS Roma                              | Feyenoord                     | Verhuurd        |
| Liam Kelly                  | Ierland / Engeland                 | Reading FC                           | Feyenoord                     | Transfervrij    |
| Sam Kersten                 | Nederland                          | FC Den Bosch                         | PEC Zwolle                    | € 400.000       |
| Orestis Kiomourtzoglou      | Duitsland / Griekenland            | SpVgg Unterhaching                   | Heracles Almelo               | Onbekend bedrag |
| Thorsten Kirschbaum         | Duitsland                          | Bayer 04 Leverkusen                  | VVV-Venlo                     | Transfervrij    |
| Ricardo Kishna              | Nederland / Suriname               | ADO Den Haag                         | SS Lazio                      | Was gehuurd     |
| Gersom Klok                 | Nederland                          | FC Emmen                             | HHC Hardenberg                | Transfervrij    |
| Yuki Kobayashi              | Japan                              | sc Heerenveen                        | Zonder club                   | Transfervrij    |
| Mats Köhlert                | Duitsland                          | Hamburger SV                         | Willem II                     | Transfervrij    |
| Marko Kolar                 | Kroatië                            | Wisła Kraków                         | FC Emmen                      | € 500.000       |
| Luuk Koopmans               | Nederland                          | MVV Maastricht                       | PSV                           | Was gehuurd     |
| Luuk Koopmans               | Nederland                          | PSV                                  | ADO Den Haag                  | Verhuurd        |
| Dico Koppers                | Nederland                          | PEC Zwolle                           | Almere City FC                | Transfervrij    |
| Evren Korkmaz               | Turkije / Nederland                | VVV-Venlo                            | Adanaspor                     | Transfervrij    |
| Roy Kortsmit                | Nederland                          | Sparta Rotterdam                     | Zonder club                   | Transfervrij    |
| Lars Kramer                 | Nederland                          | FC Groningen                         | Viborg FF                     | Transfervrij    |
| Michiel Kramer              | Nederland                          | FC Utrecht                           | ADO Den Haag                  | Transfervrij    |
| Rasmus Nissen Kristensen    | Denemarken                         | AFC Ajax                             | Red Bull Salzburg             | € 5.000.000     |
| Kristófer Kristinsson       | IJsland                            | Willem II                            | Grenoble Foot 38              | Transfervrij    |
| Arnold Kruiswijk            | Nederland                          | Vitesse                              | Einde carrière                | Gestopt         |
| Nick Kuipers                | Nederland                          | FC Emmen                             | ADO Den Haag                  | Was gehuurd     |
| Nick Kuipers                | Nederland                          | ADO Den Haag                         | Persib Bandung                | Transfervrij    |
| Gregory Kuisch              | Nederland                          | PSV                                  | KSV Roeselare                 | Verhuurd        |
| Bertalan Kun                | Hongarije                          | PSV                                  | Zonder club                   | Transfervrij    |
| Brandley Kuwas              | Curaçao / Nederland                | Heracles Almelo                      | Al-Nasr SC                    | € 2.500.000     |
| Delano Ladan                | Nederland                          | TOP Oss                              | ADO Den Haag                  | Was gehuurd     |
| Delano Ladan                | Nederland                          | ADO Den Haag                         | SC Cambuur                    | Transfervrij    |
| Sam Lammers                 | Nederland                          | sc Heerenveen                        | PSV                           | Was gehuurd     |
| Kostas Lamprou              | Griekenland                        | AFC Ajax                             | Vitesse                       | Transfervrij    |
| Lazaros Lamprou             | Griekenland                        | Fortuna Sittard                      | PAOK Saloniki                 | Was gehuurd     |
| Joel Latibeaudiere          | Engeland / Jamaica                 | Manchester City FC                   | FC Twente                     | Verhuurd        |
| Toni Lato                   | Spanje                             | Valencia CF                          | PSV                           | Verhuurd        |
| Alexander Laukart           | Duitsland                          | FC Twente                            | FC Den Bosch                  | Transfervrij    |
| Nikolai Laursen             | Denemarken                         | Brøndby IF                           | PSV                           | Was gehuurd     |
| Nikolai Laursen             | Denemarken                         | PSV                                  | FC Emmen                      | Onbekend bedrag |
| Robin Lauwers               | België                             | Zonder club                          | PSV                           | Transfervrij    |
| Keelan Lebon                | Frankrijk                          | FC Utrecht                           | Paris FC                      | Was gehuurd     |
| Clint Leemans               | Nederland                          | PEC Zwolle                           | RKC Waalwijk                  | Verhuurd        |
| Benjamin van Leer           | Nederland / Indonesië              | NAC Breda                            | AFC Ajax                      | Was gehuurd     |
| Jordie van Leeuwen          | Nederland                          | Feyenoord                            | FC Dordrecht                  | Transfervrij    |
| Stefan van der Lei          | Nederland                          | Zonder club                          | FC Emmen                      | Transfervrij    |
| Julian Lelieveld            | Nederland                          | Go Ahead Eagles                      | Vitesse                       | Was gehuurd     |
| Jeroen van der Lely         | Nederland                          | FC Twente                            | Vendsyssel FF                 | Transfervrij    |
| Timo Letschert              | Nederland                          | FC Utrecht                           | US Sassuolo                   | Was gehuurd     |
| Noah Lewis                  | Nederland                          | Feyenoord                            | FC Dordrecht                  | Verhuurd        |
| Elmo Lieftink               | Nederland                          | Willem II                            | Go Ahead Eagles               | Transfervrij    |
| Ruben Ligeon                | Nederland / Suriname               | De Graafschap                        | PEC Zwolle                    | Was gehuurd     |
| Ruben Ligeon                | Nederland / Suriname               | PEC Zwolle                           | AS Trenčín                    | Transfervrij    |
| Matthijs de Ligt            | Nederland                          | AFC Ajax                             | Juventus FC                   | € 85.500.000    |
| Nick Lim                    | Nederland                          | FC Utrecht                           | VV SJC                        | Transfervrij    |
| Josimar Lima                | Kaapverdië / Nederland             | VVV-Venlo                            | Zonder club                   | Transfervrij    |
| Justin Lonwijk              | Nederland / Suriname               | PSV                                  | FC Utrecht                    | Transfervrij    |
| Tom van de Looi             | Nederland                          | FC Groningen                         | N.E.C.                        | Verhuurd        |
| Melvyn Lorenzen             | Oeganda / Duitsland                | ADO Den Haag                         | Zonder club                   | Transfervrij    |
| Hirving Lozano              | Mexico                             | PSV                                  | SSC Napoli                    | € 38.000.000    |
| Boyd Lucassen               | Nederland                          | Vitesse                              | Go Ahead Eagles               | Transfervrij    |
| Derrick Luckassen           | Nederland / Ghana                  | Hertha BSC                           | PSV                           | Was gehuurd     |
| Derrick Luckassen           | Nederland / Ghana                  | PSV                                  | RSC Anderlecht                | Verhuurd        |
| Andrej Lukić                | Kroatië                            | FC Emmen                             | SC Braga                      | Was gehuurd     |
| Ramon Pascal Lundqvist      | Zweden                             | NAC Breda                            | FC Groningen                  | € 150.000       |
| Calvin Mac-Intosch          | Nederland / Suriname               | Fortuna Sittard                      | SC Cambuur                    | Transfervrij    |
| Eros Maddy                  | Nederland / Suriname               | AFC Ajax                             | FC Utrecht                    | Transfervrij    |
| Lisandro Magallán           | Argentinië / Italië                | AFC Ajax                             | Deportivo Alavés              | Verhuurd        |
| Adam Maher                  | Nederland / Marokko                | AZ                                   | FC Utrecht                    | Transfervrij    |
| Mimoun Mahi                 | Marokko / Nederland                | FC Groningen                         | FC Zürich                     | Transfervrij    |
| Mickaël Malsa               | Martinique / Frankrijk             | Albacete Balompié                    | Fortuna Sittard               | Was gehuurd     |
| Mickaël Malsa               | Martinique / Frankrijk             | Fortuna Sittard                      | CD Mirandés                   | Transfervrij    |
| Richonell Margaret          | Nederland / Suriname               | Vitesse                              | AZ                            | Transfervrij    |
| Răzvan Marin                | Roemenië                           | Standard Luik                        | AFC Ajax                      | € 12.500.000    |
| Nick Marsman                | Nederland                          | FC Utrecht                           | Feyenoord                     | Transfervrij    |
| Cuco Martina                | Curaçao / Nederland                | Feyenoord                            | Everton FC                    | Was gehuurd     |
| Lisandro Martínez           | Argentinië                         | Defensa y Justicia                   | AFC Ajax                      | € 7.000.000     |
| Matos                       | Spanje                             | Cádiz CF                             | FC Twente                     | Verhuurd        |
| Jurgen Mattheij             | Nederland                          | Excelsior                            | Sparta Rotterdam              | Transfervrij    |
| Tashreeq Matthews           | Zuid-Afrika                        | FC Utrecht                           | Borussia Dortmund             | Was gehuurd     |
| Azor Matusiwa               | Nederland / Angola                 | De Graafschap                        | AFC Ajax                      | Was gehuurd     |
| Azor Matusiwa               | Nederland / Angola                 | AFC Ajax                             | FC Groningen                  | Onbekend bedrag |
| Mauro Júnior                | Brazilië                           | PSV                                  | Heracles Almelo               | Verhuurd        |
| George Mells                | Australië / Griekenland            | Fortuna Sittard                      | Brisbane Roar FC              | Transfervrij    |
| Ondřej Mihálik              | Tsjechië                           | AZ                                   | FC Viktoria Pilsen            | Verhuurd        |
| Konstantinos Mitroglou      | Griekenland                        | Olympique Marseille                  | PSV                           | Verhuurd        |
| Thomas Meißner              | Duitsland                          | Willem II                            | Puskás Akadémia FC            | Onbekend bedrag |
| Ahmad Mendes Moreira        | Nederland                          | Telstar                              | FC Groningen                  | Was gehuurd     |
| Ahmad Mendes Moreira        | Nederland                          | FC Groningen                         | Excelsior                     | Transfervrij    |
| Alex Méndez                 | Verenigde Staten / Mexico          | SC Freiburg                          | AFC Ajax                      | Onbekend bedrag |
| Peniel Mlapa                | Togo / Duitsland                   | VVV-Venlo                            | Dynamo Dresden                | Was gehuurd     |
| Peniel Mlapa                | Togo / Duitsland                   | Dynamo Dresden                       | VVV-Venlo                     | € 500.000       |
| Peniel Mlapa                | Togo / Duitsland                   | VVV-Venlo                            | Al-Ittihad Kalba SC           | € 2.500.000     |
| Nacho Monsalve              | Spanje                             | FC Twente                            | NAC Breda                     | Transfervrij    |
| Xavier Mous                 | Nederland                          | SC Cambuur                           | PEC Zwolle                    | € 600.000       |
| Rick Mulder                 | Nederland                          | FC Utrecht                           | Cappellen FC                  | Transfervrij    |
| Charly Musonda jr.          | België / Zambia                    | Vitesse                              | Chelsea FC                    | Was gehuurd     |
| Charly Musonda jr.          | België / Zambia                    | Chelsea FC                           | Vitesse                       | Verhuurd        |
| Keito Nakamura              | Japan                              | Gamba Osaka                          | FC Twente                     | Verhuurd        |
| Younes Namli                | Denemarken / Marokko               | PEC Zwolle                           | FK Krasnodar                  | € 2.000.000     |
| Luciano Narsingh            | Nederland / Suriname               | Swansea City AFC                     | Feyenoord                     | Transfervrij    |
| Mike Trésor Ndayishimiye    | België / Burundi                   | N.E.C.                               | Willem II                     | Verhuurd        |
| Gigli Ndefe                 | Nederland / Angola                 | RKC Waalwijk                         | MFK Karviná                   | Transfervrij    |
| Nico Neidhart               | Duitsland                          | FC Emmen                             | Hansa Rostock                 | Transfervrij    |
| Miquel Nelom                | Nederland / Suriname               | Hibernian FC                         | Willem II                     | Transfervrij    |
| Richard Neudecker           | Duitsland                          | FC St. Pauli                         | VVV-Venlo                     | Transfervrij    |
| Cyril Ngonge                | België                             | Club Brugge                          | PSV                           | Verhuurd        |
| Yoëll van Nieff             | Nederland                          | Heracles Almelo                      | Puskás Akadémia FC            | Onbekend bedrag |
| Reuven Niemeijer            | Nederland                          | FC Emmen                             | Heracles Almelo               | Was gehuurd     |
| Bart Nieuwkoop              | Nederland                          | Feyenoord                            | Willem II                     | Verhuurd        |
| Lars Nieuwpoort             | Nederland                          | De Graafschap                        | RKC Waalwijk                  | Transfervrij    |
| Nando Nöstlinger            | België / Oostenrijk                | Royal Antwerp FC                     | RKC Waalwijk                  | Transfervrij    |
| Andrija Novakovich          | Verenigde Staten / Servië          | Fortuna Sittard                      | Reading FC                    | Was gehuurd     |
| Ché Nunnely                 | Nederland / Suriname               | AFC Ajax                             | Willem II                     | Onbekend bedrag |
| Armando Obispo              | Nederland / Curaçao                | PSV                                  | Vitesse                       | Verhuurd        |
| Martin Ødegaard             | Noorwegen                          | Vitesse                              | Real Madrid CF                | Was gehuurd     |
| Jens Odgaard                | Denemarken                         | US Sassuolo                          | sc Heerenveen                 | Verhuurd        |
| Kasper Oldenburger          | Nederland                          | FC Emmen                             | Harkemase Boys                | Transfervrij    |
| Nick Olij                   | Nederland                          | TOP Oss                              | AZ                            | Was gehuurd     |
| Nick Olij                   | Nederland                          | AZ                                   | NAC Breda                     | Transfervrij    |
| Marco Ospitalieri           | België / Italië                    | Fortuna Sittard                      | Zonder club                   | Transfervrij    |
| Bilal Ould-Chikh            | Nederland / Marokko                | Denizlispor                          | ADO Den Haag                  | Transfervrij    |
| Aykut Özer                  | Turkije / Duitsland                | Fortuna Sittard                      | Fatih Karagümrük              | Transfervrij    |
| Kenneth Paal                | Nederland / Suriname               | PEC Zwolle                           | PSV                           | Was gehuurd     |
| Kenneth Paal                | Nederland / Suriname               | PSV                                  | PEC Zwolle                    | € 350.000       |
| Tobias Pachonik             | Duitsland                          | Carpi FC 1909                        | VVV-Venlo                     | Transfervrij    |
| Diego Palacios              | Ecuador                            | Willem II                            | SD Aucas                      | Was gehuurd     |
| Sebastian Pasquali          | Australië / Italië                 | AFC Ajax                             | Western United                | Transfervrij    |
| Felix Passlack              | Duitsland                          | Borussia Dortmund                    | Fortuna Sittard               | Verhuurd        |
| Shayne Pattynama            | Nederland / Indonesië              | FC Utrecht                           | Telstar                       | Transfervrij    |
| Vangelis Pavlidis           | Griekenland                        | Willem II                            | VfL Bochum                    | Was gehuurd     |
| Vangelis Pavlidis           | Griekenland                        | VfL Bochum                           | Willem II                     | € 250.000       |
| Desevio Payne               | Verenigde Staten / Nederland       | Excelsior                            | FC Emmen                      | Transfervrij    |
| Nicklas Pedersen            | Denemarken                         | FC Emmen                             | Einde carrière                | Gestopt         |
| Sergio Peña                 | Peru                               | Granada CF                           | FC Emmen                      | Transfervrij    |
| Robin van Persie            | Nederland                          | Feyenoord                            | Einde carrière                | Gestopt         |
| Kristoffer Peterson         | Zweden                             | Heracles Almelo                      | Swansea City AFC              | € 550.000       |
| Kik Pierie                  | Nederland / Verenigde Staten       | sc Heerenveen                        | AFC Ajax                      | € 5.000.000     |
| Joël Piroe                  | Nederland                          | PSV                                  | Sparta Rotterdam              | Verhuurd        |
| Julio Pleguezuelo           | Spanje                             | Arsenal FC                           | FC Twente                     | Transfervrij    |
| Jannik Pohl                 | Denemarken                         | FC Groningen                         | AC Horsens                    | Verhuurd        |
| Jerold Promes               | Nederland / Suriname               | VVV-Venlo                            | Zonder club                   | Transfervrij    |
| Quincy Promes               | Nederland / Suriname               | Sevilla FC                           | AFC Ajax                      | € 15.700.000    |
| João Queirós                | Portugal                           | 1. FC Köln                           | Willem II                     | Verhuurd        |
| Jhonny Quiñónez             | Ecuador                            | Sociedad Deportiva Aucas             | Willem II                     | Verhuurd        |
| Patrik Raitanen             | Finland                            | Liverpool FC                         | Fortuna Sittard               | Transfervrij    |
| Rubén Ramírez               | Venezuela / Portugal               | Fortuna Sittard                      | Atlético Venezuela            | Was gehuurd     |
| Rafael Ramos                | Portugal                           | FC Twente                            | CD Santa Clara                | Transfervrij    |
| Bart Ramselaar              | Nederland                          | PSV                                  | FC Utrecht                    | Onbekend bedrag |
| Etiënne Reijnen             | Nederland                          | Maccabi Haifa                        | PEC Zwolle                    | Transfervrij    |
| Ludovit Reis                | Nederland / Slowakije              | FC Groningen                         | FC Barcelona B                | € 3.250.000     |
| Ricardo van Rhijn           | Nederland / Curaçao                | AZ                                   | sc Heerenveen                 | Transfervrij    |
| Ricardinho                  | Brazilië                           | FC Twente                            | Zonder club                   | Transfervrij    |
| Ben Rienstra                | Nederland                          | sc Heerenveen                        | Kayserispor                   | € 500.000       |
| Dante Rigo                  | België                             | PSV                                  | Sparta Rotterdam              | Verhuurd        |
| José Rodríguez              | Spanje                             | Fortuna Sittard                      | 1. FSV Mainz 05               | Was gehuurd     |
| Joey Roggeveen              | Nederland                          | AZ                                   | Zonder club                   | Transfervrij    |
| Maximiliano Romero          | Argentinië                         | PSV                                  | CA Vélez Sarsfield            | Verhuurd        |
| Eloy Room                   | Curaçao / Nederland                | PSV                                  | Columbus Crew                 | Transfervrij    |
| Robbin Ruiter               | Nederland                          | Sunderland AFC                       | PSV                           | Transfervrij    |
| Moreno Rutten               | Nederland                          | VVV-Venlo                            | FC Crotone                    | Transfervrij    |
| Trent Sainsbury             | Australië                          | PSV                                  | Maccabi Haifa                 | Transfervrij    |
| Janne Saksela               | Finland                            | Sparta Rotterdam                     | FC Ilves                      | Transfervrij    |
| Bassala Sambou              | Duitsland / Engeland               | Everton FC                           | Fortuna Sittard               | Transfervrij    |
| Mustafa Saymak              | Nederland / Turkije                | Çaykur Rizespor                      | PEC Zwolle                    | Transfervrij    |
| Stijn Schaars               | Nederland                          | sc Heerenveen                        | Einde carrière                | Gestopt         |
| Steffen Schäfer             | Duitsland                          | 1. FC Magdeburg                      | VVV-Venlo                     | Transfervrij    |
| Samuel Scheimann            | Israël / Nederland                 | Beitar Jeruzalem                     | VVV-Venlo                     | Transfervrij    |
| Kjell Scherpen              | Nederland                          | FC Emmen                             | AFC Ajax                      | € 1.500.000     |
| Doke Schmidt                | Nederland                          | sc Heerenveen                        | SC Cambuur                    | Transfervrij    |
| Lasse Schöne                | Denemarken                         | AFC Ajax                             | Genoa CFC                     | € 1.500.000     |
| Lucas Schoofs               | België                             | KAA Gent                             | Heracles Almelo               | Transfervrij    |
| Robin Schouten              | Nederland                          | FC Volendam                          | AFC Ajax                      | Was gehuurd     |
| Robin Schouten              | Nederland                          | AFC Ajax                             | NAC Breda                     | Transfervrij    |
| Sam Schreck                 | Duitsland                          | Bayer 04 Leverkusen                  | FC Groningen                  | Onbekend bedrag |
| Jari Schuurman              | Nederland                          | FC Dordrecht                         | Feyenoord                     | Was gehuurd     |
| Jari Schuurman              | Nederland                          | Feyenoord                            | FC Dordrecht                  | Transfervrij    |
| Jesse Schuurman             | Nederland                          | Vitesse                              | De Graafschap                 | Transfervrij    |
| Lindon Selahi               | Albanië / België                   | Standard Luik                        | FC Twente                     | Transfervrij    |
| Lisandro Semedo             | Portugal / Kaapverdië              | Fortuna Sittard                      | OFI Kreta                     | Verhuurd        |
| Marcos Senesi               | Argentinië / Italië                | CA San Lorenzo de Almagro            | Feyenoord                     | € 7.000.000     |
| Thulani Serero              | Zuid-Afrika                        | Vitesse                              | Al-Jazira Club                | Onbekend bedrag |
| Mats Seuntjens              | Nederland                          | AZ                                   | Gençlerbirliği SK             | Onbekend bedrag |
| Tim Siekman                 | Nederland                          | FC Emmen                             | Zonder club                   | Transfervrij    |
| Jerome Sinclair             | Engeland / Jamaica                 | Watford FC                           | VVV-Venlo                     | Verhuurd        |
| Daley Sinkgraven            | Nederland                          | AFC Ajax                             | Bayer 04 Leverkusen           | € 5.000.000     |
| Luciano Slagveer            | Nederland / Suriname               | FC Emmen                             | KSC Lokeren                   | Was gehuurd     |
| Luciano Slagveer            | Nederland / Suriname               | KSC Lokeren                          | FC Emmen                      | Transfervrij    |
| Dean van der Sluys          | Nederland                          | TOP Oss                              | RKC Waalwijk                  | Transfervrij    |
| Bryan Smeets                | Nederland                          | TOP Oss                              | Sparta Rotterdam              | Onbekend bedrag |
| Ian Smeulers                | Nederland                          | Feyenoord                            | FC Dordrecht                  | Verhuurd        |
| Matthew Smith               | Wales / Engeland                   | FC Twente                            | Manchester City FC            | Was gehuurd     |
| Leon Sopić                  | Kroatië                            | NK Rudeš                             | FC Emmen                      | Transfervrij    |
| Elia Soriano                | Italië / Duitsland                 | Korona Kielce                        | VVV-Venlo                     | Transfervrij    |
| Sem Steijn                  | Nederland                          | VVV-Venlo                            | ADO Den Haag                  | Was gehuurd     |
| Sem Steijn                  | Nederland                          | ADO Den Haag                         | Al-Wahda FC                   | Verhuurd        |
| Jerry St. Juste             | Nederland / Saint Kitts en Nevis   | Feyenoord                            | 1. FSV Mainz 05               | € 9.000.000     |
| Finn Stokkers               | Nederland                          | Fortuna Sittard                      | NAC Breda                     | Transfervrij    |
| Nicklas Strunck Jakobsen    | Denemarken                         | FC Nordsjælland                      | FC Groningen                  | Onbekend bedrag |
| Yukinari Sugawara           | Japan                              | Nagoya Grampus                       | AZ                            | Verhuurd        |
| Crysencio Summerville       | Nederland / Suriname               | FC Dordrecht                         | Feyenoord                     | Was gehuurd     |
| Crysencio Summerville       | Nederland / Suriname               | Feyenoord                            | ADO Den Haag                  | Verhuurd        |
| Tino-Sven Sušić             | Bosnië en Herzegovina / België     | VVV-Venlo                            | Zonder club                   | Transfervrij    |
| Zep Swijghuisen Reigersberg | Nederland                          | FC Utrecht                           | Telstar                       | Transfervrij    |
| Anthony Syhre               | Duitsland                          | Fortuna Sittard                      | Zonder club                   | Transfervrij    |
| Adrian Szöke                | Hongarije / Servië                 | 1. FC Köln                           | Heracles Almelo               | Transfervrij    |
| Oussama Tannane             | Marokko / Nederland                | FC Utrecht                           | AS Saint-Étienne              | Was gehuurd     |
| Oussama Tannane             | Marokko / Nederland                | AS Saint-Étienne                     | Vitesse                       | Gehuurd         |
| Renato Tapia                | Peru                               | Willem II                            | Feyenoord                     | Was gehuurd     |
| Shani Tarashaj              | Zwitserland / Kosovo               | Everton FC                           | FC Emmen                      | Verhuurd        |
| Rasmus Thelander            | Denemarken                         | Vitesse                              | Aalborg BK                    | € 100.000       |
| Morten Thorsby              | Noorwegen                          | sc Heerenveen                        | UC Sampdoria                  | Transfervrij    |
| Guus Til                    | Nederland                          | AZ                                   | Spartak Moskou                | € 18.000.000    |
| Luc Tinnemans               | Nederland                          | EVV                                  | Fortuna Sittard               | Was gehuurd     |
| Giovanni Troupée            | Nederland / Curaçao                | ADO Den Haag                         | FC Utrecht                    | Was gehuurd     |
| Filip Ugrinic               | Zwitserland / Servië               | FC Luzern                            | FC Emmen                      | Verhuurd        |
| Adnan Ugur                  | België / Turkije                   | Club Brugge                          | Fortuna Sittard               | Transfervrij    |
| Lars Unnerstall             | Duitsland                          | VVV-Venlo                            | PSV                           | Was gehuurd     |
| Bruno Varela                | Portugal / Kaapverdië              | AFC Ajax                             | SL Benfica                    | Was gehuurd     |
| Bruno Varela                | Portugal / Kaapverdië              | SL Benfica                           | AFC Ajax                      | Verhuurd        |
| Joey Veerman                | Nederland                          | FC Volendam                          | sc Heerenveen                 | € 550.000       |
| Marko Vejinović             | Nederland / Servië                 | Arka Gdynia                          | AZ                            | Was gehuurd     |
| Marko Vejinović             | Nederland / Servië                 | AZ                                   | Arka Gdynia                   | € 300.000       |
| Odysseus Velanas            | Nederland / Griekenland            | Helmond Sport                        | FC Utrecht                    | Was gehuurd     |
| Piet Velthuizen             | Nederland                          | AZ                                   | Zonder club                   | Transfervrij    |
| Nick Venema                 | Nederland                          | FC Utrecht                           | Almere City FC                | Verhuurd        |
| Dylan Vente                 | Nederland                          | Feyenoord                            | RKC Waalwijk                  | Verhuurd        |
| Calvin Verdonk              | Nederland                          | Feyenoord                            | FC Twente                     | Verhuurd        |
| Paul Verhaegh               | Nederland                          | VfL Wolfsburg                        | FC Twente                     | Transfervrij    |
| Vincent Vermeij             | Nederland                          | FC Den Bosch                         | Heracles Almelo               | Was gehuurd     |
| Vincent Vermeij             | Nederland                          | Heracles Almelo                      | MSV Duisburg                  | Transfervrij    |
| Matthias Verreth            | België                             | PSV                                  | KVRS Waasland - SK Beveren    | Onbekend bedrag |
| Jaron Vicario               | Curaçao / Nederland                | Feyenoord                            | FC Dordrecht                  | Transfervrij    |
| Tonny Vilhena               | Nederland / Angola                 | Feyenoord                            | FK Krasnodar                  | € 9.000.000     |
| Peter van der Vlag          | Nederland                          | FC Emmen                             | Einde carrière                | Gestopt         |
| Michel Vlap                 | Nederland                          | sc Heerenveen                        | RSC Anderlecht                | € 8.000.000     |
| Gavin Vlijter               | Nederland / Suriname               | Fortuna Sittard                      | MVV Maastricht                | Transfervrij    |
| Roscello Vlijter            | Suriname                           | Feyenoord                            | Telstar                       | Transfervrij    |
| Kay van de Vorst            | Nederland                          | VVV-Venlo                            | Helmond Sport                 | Transfervrij    |
| Dai Wai-tsun                | Hongkong / Engeland                | FC Utrecht                           | Oxford United FC              | Was gehuurd     |
| Ezra Walian                 | Indonesië / Nederland              | RKC Waalwijk                         | Almere City FC                | Was gehuurd     |
| Job van de Walle            | Nederland                          | RKSV Groene Ster                     | Fortuna Sittard               | Was gehuurd     |
| Stephen Warmolts            | Nederland                          | FC Emmen                             | HHC Hardenberg                | Transfervrij    |
| Jordy Wehrmann              | Nederland                          | Feyenoord                            | FC Dordrecht                  | Verhuurd        |
| Maikel van der Werff        | Nederland                          | Vitesse                              | FC Cincinnati                 | Transfervrij    |
| Sai van Wermeskerken        | Japan                              | SC Cambuur                           | PEC Zwolle                    | Transfervrij    |
| Giliano Wijnaldum           | Nederland / Suriname               | Sparta Rotterdam                     | Zonder club                   | Transfervrij    |
| Dani de Wit                 | Nederland                          | AFC Ajax                             | AZ                            | € 2.000.000     |
| Maximilian Wöber            | Oostenrijk                         | Sevilla FC                           | AFC Ajax                      | Was gehuurd     |
| Maximilian Wöber            | Oostenrijk                         | AFC Ajax                             | Sevilla FC                    | € 10.500.000    |
| Haji Wright                 | Verenigde Staten                   | FC Schalke 04                        | VVV-Venlo                     | Transfervrij    |
| Dries Wuytens               | België                             | Sparta Rotterdam                     | Sektzia Nes Ziona             | Transfervrij    |
| John Yeboah                 | Duitsland / Ghana                  | VfL Wolfsburg                        | VVV-Venlo                     | Verhuurd        |
| Rafik Zekhnini              | Noorwegen                          | FC Twente                            | ACF Fiorentina                | Was gehuurd     |
| Rafik Zekhnini              | Noorwegen                          | ACF Fiorentina                       | FC Twente                     | Verhuurd        |
| Michael Zetterer            | Duitsland                          | Werder Bremen                        | PEC Zwolle                    | Verhuurd        |
| Jordy Zielschot             | Nederland                          | RKC Waalwijk                         | SteDoCo                       | Transfervrij    |
| Joël Zwarts                 | Nederland / Suriname               | FC Dordrecht                         | Feyenoord                     | Was gehuurd     |
| Joël Zwarts                 | Nederland / Suriname               | Feyenoord                            | Excelsior                     | Transfervrij    |

2007/08 (zomer · winter) · 
2008/09 (zomer · winter) · 
2009/10 (zomer · winter) · 
2010/11 (zomer · winter) · 
2011/12 (zomer · winter) · 
2012/13 (zomer · winter) · 
2013/14 (zomer · winter) · 
2014/15 (zomer · winter) · 
2015/16 (zomer · winter) · 
2016/17 (zomer · winter) ·
2017/18 (zomer · winter) ·
2018/19 (zomer · winter) ·
2019/20 (zomer · winter) ·
2020/21 (zomer · winter) ·
2021/22 (zomer · winter) ·
2022/23 (zomer · winter) ·
2023/24 (zomer · winter) ·
2024/25 (zomer · winter) ·